# Luis Conrotte
Luis Conrotte fou un compositor de música espanyol d'últims del segle xix.
Fou autor de les sarsueles: Dichoso Chico; A los madriles (colaboración con Rafael Calleja Gómez); El chaleco negro; La coleta de Frascuelo; La más negra; El globo cautivo; Petit rouge (1890), i algunes més.